# Oioai
Oioai é uma banda de rock portuguesa, composta por João Neto - Guitarra; Pedro Puppe - Guitarra, Voz; Bernardo Barata - Baixo; João Pinheiro - Bateria, João Gil - teclados. Lançaram o seu primeiro álbum em 2006, o homónimo Oioai das quais se destacam temas como "Jardim das Estátuas", "Sushibaby" ou "Fogueiras a Arder", entre outros.
Têm influências de artistas de renome portugueses como Sérgio Godinho ou Jorge Palma, mas também de letristas brasileiros de peso como Caetano Veloso. Juntam-lhe a isso uma atitude demarcadamente punk na qual uma música acima de tudo deve ser simples e directa.
São uma banda de concertos e não uma banda de estúdio - o contraste álbum/concerto é acentuado, sendo que o potencial da banda só é notório na sua totalidade quando esta sobe a um palco.

## Integrantes
- João Neto - guitarra
- Pedro Puppe - guitarra e vocal
- Bernardo Barata - baixo
- João Pinheiro - bateria
- João Gil - teclado e guitarra

## Discografia
- Oioai (2006)
- Pela Primeira Vez (2009)
- X (2018)